# 宮城県仙台向山高等学校
宮城県仙台向山高等学校（みやぎけんせんだいむかいやまこうとうがっこう）は、宮城県仙台市太白区八木山緑町にある県立高等学校である。

## 概要
八木山地区は、仙台市内で比較的早くから造成された住宅地であった。その為、八木山中学校や長町中学校等が仙台市内でも有数のマンモス校になり、将来大学進学を希望する生徒を受け入れる為に、創設された。
同じような理由で創設されたのが、学区制が敷かれていた当時、仙台北学区に属していた泉高校や泉館山高校だが、泉地区の住宅造成は八木山地区の後であり、学校創設もそれに従った。仙台一高や第二女子高が、当時の仙台南学区の進学校だったが、第三女子高の進学実績が不振だったこともあり、一高、二女には及ばないながらも、将来大学進学を希望する男女生徒を受け入れる高校として存在することになった。
他の進学校に習い制服は存在せず、これに代表される自由な校風を目指したのが特徴的である。（但し、校内用の指定サンダルがある）各学年普通科4学級、理数科1学級、計5学級であり、県内の全日制高校の中では小規模である。
校舎はJR仙台駅より西南2.5kmの距離にあるが、八木山の丘陵に位置するため広瀬川左岸の河岸段丘に広がった中心市街地を一望することができる。文化祭「向陵祭（こうりょうさい）」の名は、八木山の丘陵にあることからそう呼ばれている。バス通学者が多いのも特徴。
創立から10年ほどまでは、当地にあった戦前の旧制宮城県女子専門学校の木造2階建校舎をそのまま転用して使用していた。
「自律・和敬」の校訓のもと、文武両道をうたっており、部活動では吹奏楽部、放送部、演劇部、サッカー部、陸上部、水泳部、テニス部、弓道部が県、東北、全国大会に出場している。吹奏楽部は全日本吹奏楽コンクール東北大会に22回出場し17回金賞受賞、内6回の全日本大会出場を果たしており、演劇部は県大会に出場し、最優秀賞を受賞している。

## 沿革
- 創立まで

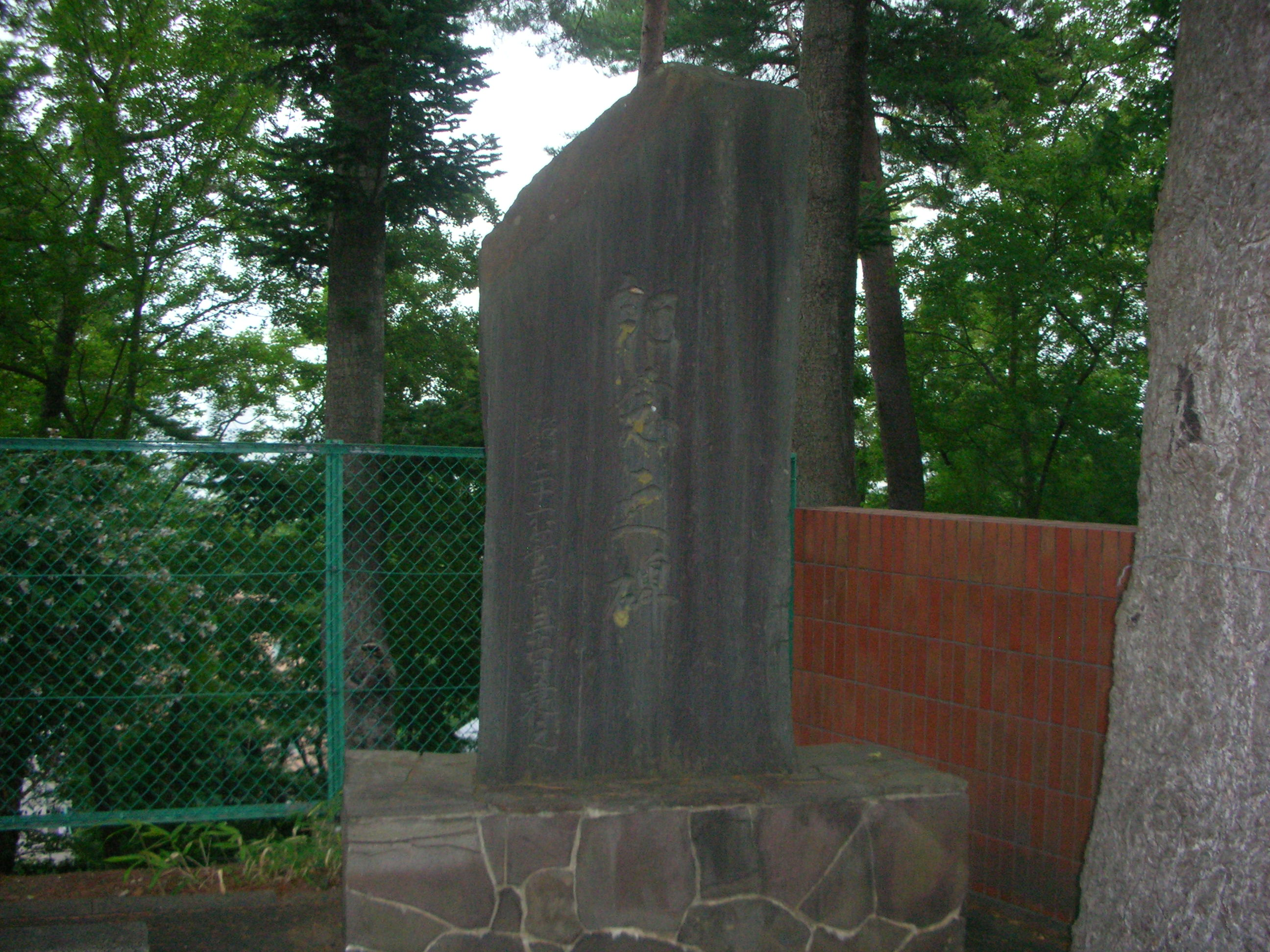
宮城県仙台向山高等学校にある記念碑（昭和26年3月31日閉校し、東北大学に合併）

  - 1934年、宮城県女子専門学校（宮城女専）が当地（現仙台向山高）に移転する。
  - 戦後、宮城女専は東北大学に併合され、1951年3月に閉校。校舎は東北大学第三教養部として継承される。
  - 1952年3月に国立仙台電波高等学校が移転、1971年4月に仙台電波工業高等専門学校（現・仙台高専）に改組し、宮城町（当時）に再移転する前の1974年7月まで校舎は使用された。

- 創立
  - 1975年4月8日、仙台南学区初の男女共学校（全日制普通科）として開校。
  - 1978年2月28日、同窓会発足
  - 1978年9月16日、新体育館落成　
  - 1978年11月27日、柔剣道場竣工
  - 1985年7月16日、校舎改築工事竣工
  - 1985年8月20日、向陵会館新設工事竣工　
  - 1985年11月30日、プール新設工事竣工
  - 1986年3月31日、弓道場完成
  - 1994年4月1日、理数科設置
  - 1995年6月30日、第二運動場完成
  - 2006年2月22日、体育館大規模改造工事終了
  - 2011年3月11日、東日本大震災が発生、学校施設の一部が損壊

## 設置学科
- 全日制課程
  - 普通科
  - 理数科

## 部活動
- 運動部 -  水泳部、陸上部、卓球部、野球部、弓道部、剣道部、ハンドボール部、バドミントン部、テニス部、バスケットボール部、バレーボール部、ソフトボール部、サッカー部
- 文化部 - 自然科学部、吹奏楽部、写真部、美術部、茶道部
- 愛好会 - ＪＲＣ
- 特別委員会 - 新聞、放送、生徒会執行部

吹奏楽部の活動が盛んで、数々の賞を受賞している。また、近年は弓道部も強くなりつつある。

## 著名な卒業生
- 山田司郎（名取市長）
- 山田周伸（亘理町長）
- 蓑輪単志（ミュージシャン・HOUND DOG元メンバー）
- 加藤満（俳優、声優）
- 菊地身智雄（技監、元国土交通省港湾局長）
- 鈴木淳（元サッカー選手）
- 真山明大 （俳優）
- 木村紅美（小説家）
- 菅野よう子（作曲家）
- 山田篤史（俳優）
- 春風亭与いち（落語家）
- 岡崎大知（ミヤギテレビアナウンサー）